# Lista de presidentes do Brasil por profissão e formação acadêmica

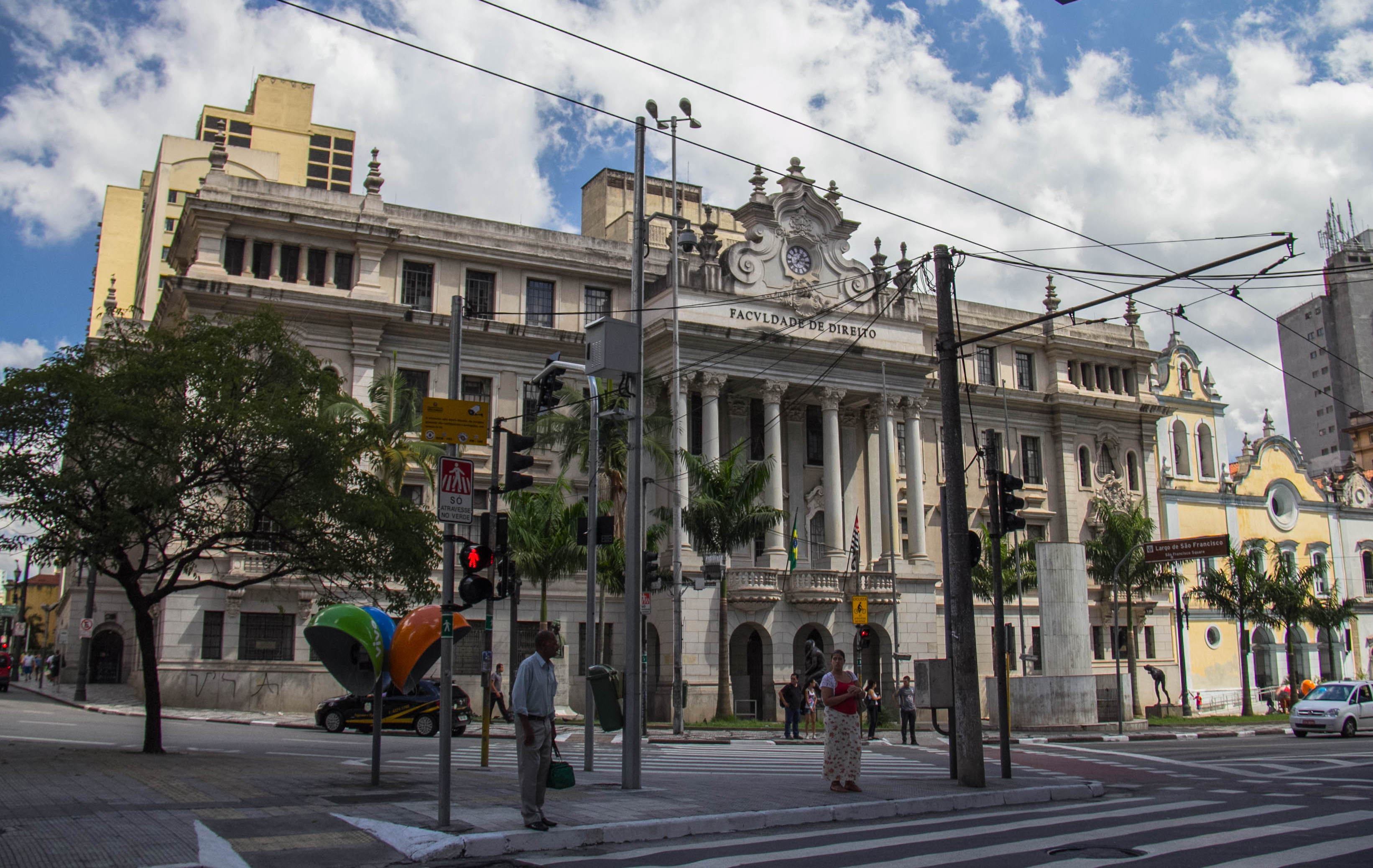
A Faculdade de Direito da Universidade de São Paulo (foto) abrigou doze dos presidentes do Brasil.

Esta é uma lista de presidentes do Brasil por profissão e formação acadêmica. Ela contém os cursos e instituições de ensino superior nos quais os presidentes se formaram academicamente, além de uma listagem generalizada das ocupações não políticas que exerceram no decorrer de suas vidas. Ela compreende todas as pessoas que assumiram a presidência, incluindo os que o fizeram de facto ou interinamente, e estão presentes na lista da Biblioteca da Presidência da República.
Aqueles que constituíram as juntas militares de 1930 e 1969 são listados em itálico e sem numeração, dado que não foram presidentes do Brasil de forma isolada. Já Júlio Prestes e Tancredo Neves, embora não tenham assumido a presidência e nem constarem na numeração da ordem histórica, por serem listados separadamente pela Biblioteca da Presidência da República, constam na lista. Pedro Aleixo, vice-presidente e substituto legal em caso de afastamento do presidente, foi impedido de assumir seu cargo pela junta militar de 1969, mas por força da Lei deve constar como ex-presidente da República.
Descontando-se as juntas, a formação que abrangeu o maior número de presidentes brasileiros foi a jurídica (21), com mais da metade dos líderes do poder executivo tendo optado por ela, seguida pela formação militar (10), economia (2) e letras, engenharia, ciências sociais, medicina e educação física (1). Dois presidentes (Café Filho e Lula da Silva) não tiveram ensino superior completo. A instituição de ensino que abrigou mais presidentes foi a atual Faculdade de Direito da Universidade de São Paulo (12), seguida pela Escola Militar do Realengo (5), com a Universidade Federal de Minas Gerais (4) em terceiro lugar.

## Lista dos presidentes
| Nº    | Presidente                | Formação acadêmica                                                                        | Alma mater                                                                                | Ocupações                                                     | Ref.                 |
| ----- | ------------------------- | ----------------------------------------------------------------------------------------- | ----------------------------------------------------------------------------------------- | ------------------------------------------------------------- | -------------------- |
| 1     | Deodoro da Fonseca        | artilharia                                                                                | Escola Militar do Rio de Janeiro                                                          | militar                                                       | [ 3 ] [ 4 ] [ 5 ]    |
| 2     | Floriano Peixoto          | artilharia                                                                                | Escola Militar do Rio de Janeiro                                                          | militar                                                       | [ 6 ]                |
| 2     | Floriano Peixoto          | ciências físicas e matemáticas                                                            | Escola Militar do Rio de Janeiro                                                          | militar                                                       | [ 6 ]                |
| 3     | Prudente de Morais        | direito                                                                                   | Faculdade de Direito de São Paulo                                                         | advogado                                                      | [ 7 ]                |
| 4     | Campos Sales              | direito                                                                                   | Faculdade de Direito de São Paulo                                                         | advogado                                                      | [ 8 ]                |
| 5     | Rodrigues Alves           | direito                                                                                   | Faculdade de Direito de São Paulo                                                         | advogado                                                      | [ 9 ]                |
| 6     | Afonso Pena               | direito, (Dr.)                                                                            | Faculdade de Direito de São Paulo                                                         | advogado e jurista                                            | [ 11 ]               |
| 7     | Nilo Peçanha              | direito                                                                                   | Faculdade de Direito de Recife                                                            | advogado                                                      | [ 12 ]               |
| 8     | Hermes da Fonseca         | ciências e letras                                                                         | Liceu de Artes e Ofícios do Rio de Janeiro                                                | militar                                                       | [ 13 ] [ 14 ] [ 15 ] |
| 8     | Hermes da Fonseca         | infantaria e cavalaria (1876); artilharia (1877)                                          | Escola Militar da Praia Vermelha                                                          | militar                                                       | [ 13 ] [ 14 ] [ 15 ] |
| 9     | Venceslau Brás            | direito                                                                                   | Faculdade de Direito de São Paulo                                                         | advogado                                                      | [ 16 ]               |
| 10    | Delfim Moreira            | direito                                                                                   | Faculdade de Direito de São Paulo                                                         | advogado                                                      | [ 17 ]               |
| 11    | Epitácio Pessoa           | direito                                                                                   | Faculdade de Direito de Recife                                                            | advogado, jurista e professor universitário                   | [ 18 ]               |
| 12    | Artur Bernardes           | direito                                                                                   | Faculdade de Direito de São Paulo                                                         | advogado                                                      | [ 19 ]               |
| 13    | Washington Luís           | direito                                                                                   | Faculdade de Direito de São Paulo                                                         | advogado e historiador                                        | [ 20 ]               |
| —     | Júlio Prestes             | direito                                                                                   | Faculdade de Direito de São Paulo                                                         | advogado e escritor                                           | [ 21 ]               |
| —     | Augusto Tasso Fragoso     | matemática e ciências físicas e naturais                                                  | Escola Superior de Guerra                                                                 | militar e escritor                                            | [ 22 ]               |
| —     | Isaías de Noronha         | corpo da armada                                                                           | Escola Naval                                                                              | militar                                                       | [ 23 ] [ 24 ]        |
| —     | João Mena Barreto         | Escola Militar da Praia Vermelha                                                          | Escola Militar da Praia Vermelha                                                          | militar                                                       | [ 25 ]               |
| 14/17 | Getúlio Vargas            | direito                                                                                   | Faculdade Livre de Direito de Porto Alegre                                                | advogado                                                      | [ 26 ]               |
| 15    | José Linhares             | direito                                                                                   | Faculdade de Direito de São Paulo                                                         | advogado e jurista                                            | [ 27 ]               |
| 16    | Eurico Gaspar Dutra       | cavalaria                                                                                 | Escola Militar de Porto Alegre                                                            | militar                                                       | [ 28 ] [ 29 ]        |
| 16    | Eurico Gaspar Dutra       | Escola de Comando e Estado-Maior do Exército                                              |                                                                                           | militar                                                       | [ 28 ] [ 29 ]        |
| 18    | Café Filho                | Ingressou mas não concluiu o ensino superior.                                             | Ingressou mas não concluiu o ensino superior.                                             | advogado e jornalista                                         | [ 30 ]               |
| 19    | Carlos Luz                | direito                                                                                   | Faculdade de Direito de Minas Gerais                                                      | advogado, jurista e professor de ensino básico                | [ 31 ]               |
| 20    | Nereu Ramos               | direito                                                                                   | Faculdade de Direito de São Paulo                                                         | advogado                                                      | [ 32 ]               |
| 21    | Juscelino Kubitschek      | medicina (Especialização em urologia)                                                     | Escola de Medicina de Belo Horizonte                                                      | médico                                                        | [ 35 ]               |
| 22    | Jânio Quadros             | direito                                                                                   | Universidade de São Paulo                                                                 | jurista, professor do ensino básico e professor universitário | [ 36 ]               |
| 23/25 | Ranieri Mazzilli          | direito                                                                                   | Faculdade de Direito de Niterói                                                           | advogado e jornalista                                         | [ 37 ]               |
| 24    | João Goulart              | direito                                                                                   | Universidade Federal do Rio Grande do Sul                                                 | advogado                                                      | [ 38 ]               |
| 26    | Castelo Branco            | infantaria                                                                                | Escola Militar do Realengo                                                                | militar                                                       | [ 37 ] [ 39 ]        |
| 27    | Artur da Costa e Silva    | infantaria                                                                                | Escola Militar do Realengo                                                                | militar                                                       | [ 40 ] [ 41 ]        |
| —     | Pedro Aleixo              | direito                                                                                   | Faculdade de Direito de Minas Gerais                                                      | advogado, jornalista e professor universitário                | [ 42 ]               |
| —     | Augusto Rademaker         | corpo da armada                                                                           | Escola Naval                                                                              | militar                                                       | [ 43 ] [ 44 ]        |
| —     | Aurélio de Lira Tavares   | engenharia militar                                                                        | Escola Militar do Realengo                                                                | militar, historiador e escritor                               | [ 45 ] [ 46 ]        |
| —     | Aurélio de Lira Tavares   | direito                                                                                   | Universidade Federal do Rio de Janeiro                                                    | militar, historiador e escritor                               | [ 45 ] [ 46 ]        |
| —     | Aurélio de Lira Tavares   | engenharia civil                                                                          | Universidade Federal do Rio de Janeiro                                                    | militar, historiador e escritor                               | [ 45 ] [ 46 ]        |
| —     | Márcio de Sousa Melo      | aviação militar                                                                           | Escola Militar do Realengo                                                                | militar                                                       | [ 47 ] [ 48 ]        |
| 28    | Emílio Garrastazu Médici  | cavalaria                                                                                 | Escola Militar do Realengo                                                                | militar                                                       | [ 49 ] [ 50 ]        |
| 29    | Ernesto Geisel            | artilharia                                                                                | Escola Militar do Realengo                                                                | militar                                                       | [ 51 ] [ 52 ]        |
| 30    | João Figueiredo           | cavalaria                                                                                 | Escola Militar do Realengo                                                                | militar                                                       | [ 53 ] [ 54 ]        |
| —     | Tancredo Neves            | direito                                                                                   | Universidade Federal de Minas Gerais                                                      | advogado e empresário                                         | [ 55 ]               |
| 31    | José Sarney               | direito                                                                                   | Faculdade de Direito do Maranhão                                                          | advogado, escritor e professor universitário                  | [ 56 ]               |
| 32    | Fernando Collor           | economia                                                                                  | Universidade Federal de Alagoas                                                           | economista, empresário, escritor e jornalista                 | [ 57 ]               |
| 33    | Itamar Franco             | engenharia civil eletrotécnica                                                            | Escola de Engenharia de Juiz de Fora                                                      | engenheiro civil                                              | [ 58 ]               |
| 34    | Fernando Henrique Cardoso | ciências sociais, (Dr.)                                                                   | Universidade de São Paulo                                                                 | sociólogo, professor universitário e escritor                 | [ 60 ]               |
| 35/39 | Luiz Inácio Lula da Silva | Concluiu o Ensino Médio Técnico no SENAI. No entanto, nunca ingressou no ensino superior. | Concluiu o Ensino Médio Técnico no SENAI. No entanto, nunca ingressou no ensino superior. | metalúrgico e sindicalista                                    | [ 61 ]               |
| 36    | Dilma Rousseff            | economia                                                                                  | Universidade Federal do Rio Grande do Sul                                                 | economista                                                    | [ 62 ]               |
| 37    | Michel Temer              | direito, (Dr.)                                                                            | Universidade de São Paulo                                                                 | advogado, professor universitário e escritor                  | [ 64 ]               |
| 38    | Jair Bolsonaro            | artilharia                                                                                | Academia Militar das Agulhas Negras                                                       | militar                                                       | [ 65 ] [ 66 ]        |
| 38    | Jair Bolsonaro            | educação física                                                                           | Escola de Educação Física do Exército                                                     | militar                                                       | [ 65 ] [ 66 ]        |